# Corcelles-près-Payerne
Corcelles-près-Payerne é uma comuna da Suíça, situada no distrito de Broye-Vully, no cantão de Vaud. Tem 12,19 km² de área e sua população em 2018 foi estimada em 2.480 habitantes.